# Sex and Drugs and Jesus Christ
Sex and Drugs and Jesus Christ è un album del gruppo goth rock Christian Death, pubblicato dalle etichetta discografica Jungle Records nel 1988.
È il terzo della formazione europea del gruppo capeggiata da Valor Kand, che si distingue da quella statunitense capeggiata da Rozz Williams.
L'album è stato ristampato nel 1995, nel 1999 e nel 2002.

## Tracce
1. This Is Heresy (Valor Kand) - 4:20
2. Tragedy (Gitane Demone) - 4:09
3. Wretched Mankind (Kand) - 3:30
4. The Third Antichrist (Kand) - 10:20
5. Erection (Demone) - 5:22
6. Ten Thousand Hundred Times (Kand) - 4:42
7. Incendiary Lover (Demone, Kand) - 3:01
8. Window Pain (Kand) - 9:14

## Formazione
- Valor Kand: voce, chitarra, basso, batteria, pianoforte, violino, violoncello, percussioni
- Kota: basso, pianoforte,
- Gitane Demone: organo Hammond, cori